# Spartera
Spartera (griechisch Σπαρτερά (n. pl.)) ist eine dörfliche Siedlung im Südosten der griechischen Insel Korfu. Sie gehört zum Stadtbezirk Neochori des Gemeindebezirks Lefkimmi in der Gemeinde Notia Kerkyra und zählt 100 Einwohner.

## Geschichte
Das nach der örtlich vorkommenden Buschpflanze Sparto (Pfriemenginster, Spartium junceum) benannte Dorf Spartera besteht mindestens seit 1507. Im Jahr 1537 wurde das Dorf vom Piraten Khair ad-Din Barbarossa völlig zerstört, aber später wieder besiedelt.